# Trung Ngoại Chu Gia

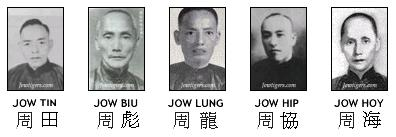
Những vị tiền bối sáng tạo ra Thiếu Lâm Châu Gia là 5 anh em ruột nhà họ Châu ở Quảng Đông. Từ trái sang: Châu Điền (Jow Tin), Châu Bưu (Jow Biu), Châu Long (Jow Lung), Châu Hiệp (Jow Hip) và Châu Hải (Jow Hoy)

Trung Ngoại Châu Gia (chữ Hán: 中外周家), phiên âm latinh từ tiếng Quảng Đông: Zhong Oi Jow Ga hoặc Chung Oi Chau Kar) hay Chau gia kung fu (chữ Hán: 周家功夫, phiên âm latinh từ tiếng Quảng Đông: Jow-Ga Kung Fu, là một võ phái miền nam Trung Hoa do Châu Long sáng tạo vào đầu thế kỷ 20 tại Quảng Đông. Châu Long là một môn đồ Hồng Gia Quyền, sau đó học tập thêm Thái Gia Quyền từ Thái Giáo và Bắc Thiếu Lâm. Châu Gia Quyền và Thiếu Lâm Châu Gia là tên gọi khác của Trung Ngoại Châu Gia trong họ Nam Quyền Quảng Đông.